# Mireille Delunsch
Mireille Delunsch (Mulhouse, Francia, 2 de noviembre de 1962) es una soprano lírica francesa. 
Estudió voz y musicología en el Conservatorio de Estrasburgo debutando en la Opéra du Rin en Mulhouse, en Borís Godunov.
Su amplio repertorio se centraliza en ópera del barroco y música contemporánea con énfasis en música francesa destacándose el repertorio grabado con el director Marc Minkowski.
Ha cantado Violetta en La traviata de Verdi, Louise de Charpentier, Fricka en El oro del Rin, Donna Elvira en Don Giovanni de Mozart y la institutriz en La vuelta de tuerca de Benjamin Britten.

## Discografía principal
- La dame blanche de Boïeldieu (1996) - Jenny
- Armide de Gluck (1996) - Armide
- Dardanus de Rameau (1998) - Vénus
- Iphigénie en Tauride dey Gluck (1999) - Iphigénie
- Orphée et Eurydice de Gluck (2002) - Eurydice
- Herminie de Hector Berlioz, Philippe Herreweghe (1995, Harmonía Mundi)
- Pelléas et Mélisande de Claude Debussy, Jean-Claude Casadesus (1997, Naxos) - Mélisande
- Complete Songs de Henri Duparc  (2000, Timpani)
- Cantates de Rome de Maurice Ravel (2000), Michel Plasson
- Les deux journées de Luigi Cherubini,  Christoph Spering (2002, Opus 111)

DVD/TV 
- L'incoronazione di Poppea de Monteverdi (2000, DVD) - Poppea
- Die Fledermaus de Johann Strauss II (2001, DVD) - Rosalinde
- Platée de Rameau (2002, DVD)  - La Folie & Thalie
- Gala Jean-Philippe Rameau - Concert du 20ème anniversaire des Musiciens du Louvre (2003, TV)